# Allvar Gullstrand
Allvar Gullstrand (5 juin 1862 à Landskrona, Suède - 28 juillet 1930 à Stockholm) est un ophtalmologue suédois, lauréat du prix Nobel de physiologie ou médecine de 1911.

## Biographie
Il est professeur d'ophtalmologie (1894–1927), puis d'optique, à l'Université d'Uppsala. Il applique les méthodes des mathématiques physiques à l'étude des images optiques et à la réfraction de la lumière dans l'œil. En 1911, il est lauréat du prix Nobel de physiologie ou médecine « pour ses travaux sur la dioptrique de l'œil ».
Gullstrand est connu également pour ses recherches sur l'astigmatisme et pour avoir amélioré l'ophtalmoscope et les lentilles correctrices à utiliser après le traitement d'une cataracte.
Élu membre de l'Académie royale des sciences de Suède en 1905, il a participé aux activités du comité établissant les prix en physique. Alors qu'il en est membre, il vote contre la nomination d'Albert Einstein pour le prix Nobel de physique pour la théorie de la relativité car il croit qu'elle est fausse. Paul Painlevé et lui proposent les coordonnées de Painlevé-Gullstrand pour la métrique de Schwarzschild. 
Il est inhumé au Norra begravningsplatsen à Stockholm.